# Кривульченко Анатолій Іванович
Анатолій Іванович Кривульченко (22 липня 1947, с. Покровські Хутори (Покровське) Очаківського району Миколаївської області) — український фізико-географ, доктор географічних наук, професор.

## Біографія
Народився 22 липня 1947 року в с. Покровські Хутори (Покровське) Миколаївської області, Україна. Закінчив середню школу в Миколаєві (1965). У 1970 році закінчив геолого-географічний факультет Одеського державного університету імені І. І. Мечникова за спеціальністю «фізична географія». В університеті активно займався науковою роботою в галузі геоморфології та океанології. На географічному факультеті ОДУ очолював студентське наукове товариство, брав участь у наукових конференціях. Після закінчення університету працював учителем та завучем у школах Миколаївської та Херсонської областей, служив в армії. 3 1977 року працював у Каховській гідрогеолого-меліоративній експедиції гідрогеологом та інженером-ґрунтознавцем. Без відриву від виробничої діяльності захистив в Одеському університеті кандидатську дисертацію на тему «Принципи і методи ландшафтного підходу до оптимізації масивів зрошення степової зони» (1984). Після запрошення до Кіровоградського державного педагогічного інституту працював на педагогічному факультеті (1985—1995). Обіймав посади старшого викладача, доцента, завідувача кафедри (1986—1988). На педагогічному факультеті КДПУ очолював виконання держбюджетного науково-дослідницького проекту «Об'єм та глибина природничих знань учнів початкових класів», підготував низку методичних праць, наукових статей і навчальний посібник (у співавторстві) «Навколишнє середовище та його охорона» (1993, видавництво «Вища школа»). Ініціював створення географічного факультету при ЦДПУ (1986—1993), який почав функціонувати з 1993 року. Протягом 1993—1995 років виконував обов'язки декана новостворюваного факультету, був першим завідувачем кафедри природничо-географічних дисциплін новоствореного факультету (1993—1995).
У докторантурі Львівського державного університету імені Івана Франка захистив докторську дисертацію «Галогеохімія ґрунто-підґрунтя ландшафтних комплексів Причорноморсько-Приазовського сухостепового краю» (2003). На природничо-географічному факультеті КДПУ тривалий час здійснював керівництво науково-дослідницькими проектами, зокрема в галузі геохімії ландшафтів. Під його керівництвом на кафедрі географії та геоекології ЦДПУ формувалася наукова школа з галогеохімії ландшафтів. У зв'язку з цим підготовлені монографії, захищені дисертаційні роботи учнів професора Кривульченка А. І. Протягом 2005—2015 рр. — член спеціалізованої вченої ради у Львівському національному університеті імені Івана Франка з захисту кандитатських і докторських дисертацій (спеціальності — «біогеографіїя та географія ґрунтів» та «економічна та соціальна географія»).

## Викладацька та наукова діяльність
Завідувач кафедри географії та геоекології (2003—2015), доктор географічних наук, професор Центральноукраїнського державного педагогічного університету імені Володимира Винниченка; організатор відновлення діяльності (після закриття у 1950 р.) природничо-географічного факультету в Центральноукраїнському державному педагогічному університеті імені Володимира Винниченка; викладав для студентів освітньо-кваліфікаційних рівнів «бакалавр», «магістр» дисципліни : "Землезнавство", "Фізична географія України", «Геоморфологія», «Ландшафтознавство»; «Історія та методологія географії», «Моніторинг природних ресурсів», «Меліоративна географія».
Основні наукові напрямки роботи: ландшафтознавство, галогеохімія ландшафтів, геоморфологія, географія ґрунтів.
Кандидатська дисертація «Принципы и методы ландшафтного подхода к оптимизации массивов орошения степной зоны» (на примере Чаплинского массива орошения), захист — у 1984 році в Одеському державному університеті ім. І. І. Мечникова.
Докторська дисертація «Галогеохімія ґрунто-підґрунтя ландшафтних комплексів Причорноморсько-Приазовського сухостепового краю», захист — у 2003 році у Львівському національному університеті імені Івана Франка.

## Основні наукові праці, підручники та посібники
Автор 185 наукових праць — книг, статей, авторських свідоцтв, доповідей на конференціях.

### Книги та вибрані наукові статті
1. Кривульченко А. І. Геоморфологія Олешківських пісків. Монографія. Дніпро : Ліра, 2024. - 215 с.
2. Kryvulchenko Anatolii I. Systematics and typology of the relief forms of the Oleshkivski Sands. Journal of Geology, Geography and Geoecology. 2023 / 32 (1). P. 89-99.
3. Кривульченко А. І. Мікроморфологічні та морфоскопічні параметри  піщаних зерен як інтерпретаційна ознака генезису Кінбурнської арени.  Український географічний журнал. № 2. 2023. С. 3-12.
4. Кривульченко А. І. Меліоративна географія. Підручник. Київ: Каравела, 2021. 235 с.
5. Кривульченко А. І. Олешківські піски як ієрархічно сформована природна система / Вісник Львівського національного університету імені Івана Франка. Серія: Географія. 2019. Вип. 53. С. 197—209.
6. Кривульченко А. І. Кінбурн: ландшафти, сучасний стан та значення. — К.: Центрально-Українське видавництво, 2016. — 416 с.
7. Кривульченко А. І. Кафедра географії та геоекології КДПУ. Історія розвитку та сучасний стан. — К.: Центрально-Українське видавництво, 2014. — 72 с.
8. Кіровоградська область. Географічний атлас. — К.: ТОВ «Мапа», 2012 (головний редактор, у співавторстві).
9. Кривульченко А. І. Водні об'єкти Кіровоградської області. Частина І. Словник водних об'єктів. Частина II. Атлас гідрографічної мережі. Класифікатор водотоків. Водосховища: Монографія. — Кіровоград: Імекс-ЛТД, 2011. — 356 с.
10. Кривульченко А. І. Сухі степи Причорномор'я та Приазов'я: ландшафти, галогеохімія ґрунто-підґрунтя. — К.: Гідромакс, 2005. — 345 с.
11. Навколишнє середовище та його охорона. — К.: Вища школа, 1993. — 227 с. (у співавторстві).
12. Методические рекомедации по контролю состояния орошаемых черноземов. — М.: Министерство мелиорации и водного хозяйства СССР, 1989. — 140 с (у співавторстві).
13. Кривульченко А. И. Опыт составления крупномасштабной геоморфологической карты для целей мелиорации (на примере Чаплинского массива орошения) // Физическая география и геоморфология. — 1981. — Вып. 26. — С. 53-59.
14. Кривульченко А. И., Орловский М..О., Николюк В. И. Геосистемы Каховского массива орошения и особенности засоленности их почво-грунтов // Физическая география и геоморфология. –1990.– Вып.37. — С. 124—130.
15. Кривульченко А. І. Ретроспективний аналіз розвитку іригації на півдні України // Науковий вісник Чернівецького університету. — 2000. — Вип.80: Географія. — С. 83-90.
16. Кривульченко А. І. Сухостепові ландшафтні комплекси: поширення та систематика // Український географічний журнал. — 2001, № 2. — С. 22-27.
17. Кривульченко А. І. Обгрунтування до систематики ландшафтних комплексів Причорноморського сухого степу // Український географічний журнал. — 2002, № 4. — С. 10-16.
18. Кривульченко А. І., Рябцев М. П., Хеміч Т. В. Стан гідрогеологічної ситуації сухостепових ландшафтних комплексів межиріччя Дніпро-Молочна як фактор зміни засоленості грунто-підгрунтя // Науковий вісник Чернівецького університету. — 2002. — Вип.: Географія. — С. 25-37.
19. Кривульченко А. І. Пліоцен-голоценова історія формування ландшафтно-педогалогеохімічої ситуації на території Причорноморського сухого степу // Наукові записки Тернопільського державного педагогічного університету. Серія: Географія. — 2003, № 1. — С. 3-13.
20. Кривульченко А. И. Специфика сухих степей Украины в контексте сухостепных ландшафтов мира // Степи Северной Евразии. Материалы IV международного симпозиума. — Оренбург: ИПК «Газпромпечать» ООО «Оренбурггазпромсервис», 2006. С. 398—401.
21. Кривульченко А. И. Географо-лингвистические проблемы формирования современного водного кадастра степных регионов Украины // Степи Северной Евразии. Материалы VI международного симпозиума и VIII международной школы-семинара «Геоэкологические проблемы степных регионов». — Оренбург: ИПК «Газпромпечать» ООО «Оренбурггазпромсервис», 2012. — С. 422—425.
22. Кривульченко А. І. Географічне краєзнавство: структура та напрями і тенденції розвитку в Центральній Україні // Між Бугом і Дніпром. Науково-краєзнавчий вісник Центральної України. Вип. Х'2018. C. 254—261.
23. Кривульченко А. І. Олешківські піски в контексті регіонів-аналогів Європи // А. І. Кривульченко, М. О. Андаран / Альманах науки № 6/1 (27). — 2019. — С. 7-11.
24. Кривульченко А. І. А. с. Україна. Географічна карта з описом (у цифровому форматі, базовий масштаб 1:200000) «Ландшафтна структура Причорноморсько-Приазовського сухостепового краю» / Кривульченко Анатолій Іванович. № 105752; заявка № с202103821; опубл. 30.07.2021, Бюл. № 65.
25. Кривульченко А. І. А. с. Україна. Географічна карта з описом (у цифровому форматі, базовий масштаб 1:200000) «Карта ступеня засоленості грунто-підгрунтя Причорноморського сухого степу» / Кривульченко Анатолій Іванович. № 105752; заявка № с202103821; опубл. 30.07.2021, Бюл. № 65.

### Участь у створенні довідкових видань
1. Географічна енциклопедія України (1989—1993), — наукові статті щодо території Кіровоградської області.
2. Кривульченко А. І. Грунти галогенні / Екологічна енциклопедія. -К.:ТОВ «Центр екологічної освіти та інформації», 2006. Т.1. — С. 248.
3. Кривульченко А. І. Солонці / Екологічна енциклопедія. 2008. Т.3. — С. 259—260.
4. Кривульченко А. І. Солончаки / Екологічна енциклопедія. … 2008. Т.3. — С. 260—261.
5. Кіровоградська область. Енциклопедія Сучасної України. Т. 13. — К.: Інститут енциклопедичних досліджень НАН України, 2013. — С. 221—229 (у співавторстві).